# Кушаев, Сулейман
Сулейма́н Куша́ев — советский чеченский штангист, многократный чемпион Вооружённых Сил СССР, бронзовый призёр Спартакиады народов СССР, 5-кратный чемпион РСФСР, рекордсмен СССР в рывке, мастер спорта СССР.

## Спортивные результаты
- Летняя Спартакиада народов СССР 1971 года, категория 56 кг — 3 место (рывок 100 кг, толчок 135 кг, жим — 115 кг);
- Рекорд СССР в рывке, категория 56 кг — 102,5 кг.